# Kundratice
Kundratice är en ort i Tjeckien.   Den ligger i regionen Vysočina, i den centrala delen av landet, 150 km sydost om huvudstaden Prag. Kundratice ligger 510 meter över havet och antalet invånare är 196.
Terrängen runt Kundratice är platt.Runt Kundratice är det ganska glesbefolkat, med 43 invånare per kvadratkilometer. Närmaste större samhälle är Velké Meziříčí, 10,3 km sydväst om Kundratice. Trakten runt Kundratice består till största delen av jordbruksmark.